# Original Masters
Original Masters is een verzamelalbum van de Britse progressieve-rockband Jethro Tull, uitgebracht in 1985.
De reden van deze uitgave was mede een signaal aan de fans af te geven dat de carrièreonderbreking die de band sinds 1985 had ingelast wat hen betreft tijdelijk was; hun afwezigheid was niet definitief.

## Nummers
1. Living in the Past
2. Aqualung
3. Too Old to Rock 'n' Roll, Too Young to Die
4. Locomotive Breath
5. Skating Away on the Thin Ice of the New Day
6. Bungle in the Jungle
7. Sweet Dream
8. Songs from the Wood
9. Witch's Promise
10. Thick as a Brick
11. Minstel in the Gallery
12. Life's a Long Song